# Магдалена Чищонь
Магдалена Чищонь (пол. Magdalena Czyszczoń; 4 березня 1995, Закопане, Польща) — польська шорт-трековичка, учасниця зимових Олімпійських ігор 2018 року.

## Біографія
Магдалена Чищонь народилася у місті Закопане, Малопольське воєводство, Польща. З дитинства займалася різними видами спорту, допоки одного разу, за порадою матері, не зупинила свій вибір на ковзанярському спорті. Трениується на базі клубу «AZS AWF Katowice». В національній збірній за її підготовку відповідає відомий в минулому ковзаняр, а наразі тренер польської команди ковзанярів — Кшиштоф Недзведзький.
На даний момент в активі Чищонь відсутні які-небудь медалі змагань міжнародного рівня. Свій найкращій результат вона продемонструвала під час чемпионаті Європи з ковзанярського спорту 2018 року, що відбувся в російському місті — Коломна. 7 січня в спортивному комплексі "Коломна" під час мас-старту серед жінок з результатом 8:44.04 (5.35) вона фінішувала шостою.
На зимових Олімпійських іграх 2018 року Магдалена Чищонь дебютувала в мас-старті. 24 лютого 2018 року на олімпійському Овалі Каннину в півфінальному забігу в мас-старті вона впала під час проходження повороту, але піднялася та продовжила забіг. Таким чином, не зважаючи на те, що Чищонь змогла наздогнати основну групу та фінішувати з результатом 8:56.66 першою, до фіналу Магдалена не пройшла. В загальному заліку вона зайняла 22-е місце.

### Персональні рекорди
Нижче наведені персональні рекорди, що Чищонь встановила під час забігів на різні дистанції:
| Забіг       | Результат | Локація             | Дата              |
| ----------- | --------- | ------------------- | ----------------- |
| 500 метрів  | 42,14     | Інцель, Німеччина   | 29 вересня 2017   |
| 1000 метрів | 1.21,03   | Калгарі, Канада     | 25 листопада 2017 |
| 1500 метрів | 2.01,37   | Інцель, Німеччина   | 22 жовтня 2016    |
| 3000 метрів | 4.05,35   | Калгарі, Канада     | 1 грудня 2017     |
| 5000 метрів | 7.15,74   | Ставангер, Норвегія | 19 листопада 2017 |